# Франкофонија (филм)
Франкофонија (фр. Francofonia) је играно-документарни филм из 2015, који је режирао руски редитељ Александар Сокуров. Снимљен је у интернационалној копродукцији Француске, Немачке и Холандије. Жанровски се заснива на мешавини документарног и играног филма и у њему се уз помоћ компјутерских специјалних ефеката, есејистичких записа, фотографија, архивских снимака, као и нарације Сокурова, реконструишу историјски и псеудоисторијски догађаји везани за париски музеј Лувр током нацистичке окупације Париза у Другом светском рату. На овај начин обликована је јединствена медитација о ванвремености уметности и о симболичком значају Париза као незваничног културног центра света.
По речима Сокурова, премијера филма је првобитно планирана за Кански филмски фестивал, али је француско министарство спољних послова било против тога, претпостављајући да, иако је Француска финасирала пројекат, филм садржи проруску пропаганду, и да то не би било прихватљиво у време заоштравања односа између Европске уније и Русије услед избијања Кримске кризе. Ипак, „Франкофонија” је премијеру доживела на Филмском фестивалу у Венецији, а касније је приказиван у француским и другим европским биоскопима. У Србији је премијерно приказан на Фестивалу ауторског филма. Сокуров је у интервјуу за РТС поводом филма истакао: Уметност сведочи да човек увек остаје човек, било да је добар или лош. Међутим, „Франкофонија” није ни историјски нити политички филм. Све што сте могли да видите на платну јесте субјективно и нема никакве везе са правдом и истином.